# Dun Canna

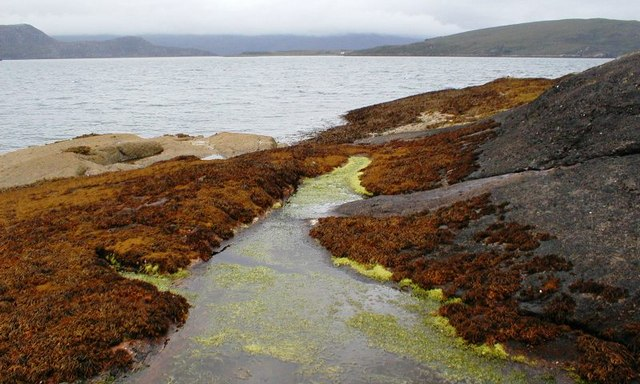
Dun Canna

Dun Canna (nicht zu verwechseln mit dem Fort Dun Channa auf der Insel Canna) liegt auf einem steilen Küstenvorsprung am nördlichen Ende des Strandes von Camas Mor, am Loch Canaird, gegenüber der Isle Martin, nördlich von Ullapool in den Highlands in Schottland. Die Konfiguration wurde von Calder und Steer als Zitadelle mit Nebengebäuden interpretiert. 
Dun Canna besteht aus der inneren und äußeren Einfriedung. Die innere liegt auf dem Kamm am seeseitigen Ende, von dem aus der Boden außer im Nordosten, wo beidseitig Rinnen einen relativ schmalen Hals bilden, zur Klippe hin abfällt. Die äußere Einfriedung nimmt einen größeren und weniger steilen Bereich des Vorgebirges auf der Landseite des Halses ein.
Die innere Einfriedung ist im Grundriss etwa rechteckig und misst innerhalb einer Mauer, die zu einem Bruchstückband mit einer Dicke von 3,0 bis 5,5 m reduziert ist, etwa 43 × 13 m (0,05 ha). Eine Lücke am Nordostende wurde von Charles S. T. Calder (1891–1972) und Kenneth Steer (1913–2007) 1949 als Eingang anempfohlen, aber 1974 konnte John Macrae hier keine Lücke im Trümmerband entdecken.
Während die intakte Mauer zwischen 2,8 m und 4,3 m dick ist. Waren die Mauerreste der äußeren Einfriedung stellenweise 12 m breit. Die Konturen beider Mauerseiten sind zu erkennen, die innere ist noch bis zu 1,2 m hoch. Eine Lücke neben einer niedergebrannten Hütte im Nordosten wurde wahrscheinlich geschaffen um Zugang zu den im Landesinneren liegenden Lazy-bed-Parzellen zu schaffen. Der ursprüngliche Zugang liegt oberhalb der Klippenkante, die den Nordwestrand bildet. Die Außenmauer umschließt weitere 0,13 ha, kehrt entlang der Klippe in Richtung der inneren Mauer zurück, läuft aber im Südosten auf der Landseite der Rinne aus.
In der Nähe liegt Dun an Ruigh Ruadh.